# Университет Кувемпу
Университет Кувемпу — индийский государственный университет в городе Шивамогга, Карнатака, Индия.
Университет Кувемпу был официально учреждён правительством штата Карнатака 29 июня 1987 года. Университет признан UGC в 1994 году и является членом Ассоциации индийских университетов. Индийский Национальный совет по оценке и аккредитации присвоил Университету Кувемпу трёхзвёздочный рейтинг.
Университет имеет свою штаб-квартиру в кампусе Джняна Сахьядри в Шивамогге. Университет обладает юрисдикцией в отношении районов Шивамогга, Чикмагалур, Давангере и Читрадурга. Кампус раскинулся на площади в 230 акров.
Университет назван в честь поэта Кувемпу, уроженца Шивамогги, писавшего на языке каннада; он работал в Майсурском университете.